# Q̃
Q̃ (minuskule: q̃) je speciální znak latinky, nazývá se Q s tildou. Používalo se ve středověku pro zápis slova que v románských jazycích francouzština, španělština a portugalština.
Ve francouzštině se Q̃ též používalo pro zápis slova quand (v překladu když).
V Unicode mají písmena Q̃ a q̃ tyto kódy:
- Q̃ <U+0051, U+0303>
- q̃ <U+0071, U+0303>